# DNA修復

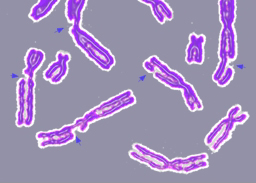
DNA损伤导致的各种损坏的染色体

DNA修复是细胞中经常运行的一种进程。它使基因组免受损伤和突变，因此对细胞的生存是很重要的。在人的细胞中，一般的代谢活动和环境因素（如紫外线和放射線）都能造成DNA损伤，导致每个细胞每天多达1,000,000处的分子损害。这些损害给DNA分子造成结构上的破坏，由此可大大的改变细胞阅读信息和基因编码的方式，其餘的損害引發在細胞基因體中的潛在有害突變，進而影響子細胞在進行有絲分裂後的存活。因此，DNA修复必须经常运作，以快速地改正DNA结构上的任何错误之处。當正常修復程序失效與細胞凋亡沒有發生，則不可回復的DNA損傷可能會發生，包含了雙股斷裂與DNA與DNA交互連結。
DNA修復的速度與許多因素有關，如細胞類型、細胞老化以及外在環境等。然而當細胞累積大量的DNA損傷老化時，DNA修复的速度下降，直至赶不上正在进行的DNA损伤的速度。这时，细胞可能遭受以下三种命运之一：
1. 不可逆的冬眠，即所谓的衰老
2. 细胞自杀，即细胞凋亡或程序性细胞死亡
3. 失控的細胞分裂可能導致形成肿瘤或癌

人体中的大多数细胞先是衰老，经历不可挽回的DNA损伤之后，走向凋亡。在这种情况下，凋亡作为“最后一招”起着防止细胞致癌而危害机体的作用。
衰老时，生物合成和物质周转的变更使细胞的生命活动效率降低，这不可避免地导致疾病发生。一个细胞的DNA修复的能力对其基因组的完整性和此细胞甚至机体的正常功能来说是极其重要的。许多原来对预期寿命显示出影响的基因被证实跟DNA损伤修复和保护有关。
形成接合子的细胞中的分子伤害若未能修复改正，将产生变异的子代，从而影响到演化的速率。

## DNA损伤
细胞内正常的代谢活动與環境因素所引起的DNA损伤的发生速率约为每个细胞每天1,000至1,000,000处分子损害。但是许多别的因素能使之达到更高的速率。一个关键的癌相关基因（如肿瘤抑制基因）的一处未修复的损害就能对个体产生灾难性的后果，而这类基因只占人类基因组的6,000,000,000（30亿個鹼基對）个碱基的0.000165％。

### 细胞核DNA与线粒体DNA损伤
人类细胞和绝大多数的真核细胞的DNA定位于细胞内的两个地方：细胞核内和粒線體内。细胞核DNA（nDNA，nuclear DNA之缩写）大量聚集于染色体；染色体是由DNA和缠绕其上的称为组蛋白的珠状蛋白质组成的。只要细胞要表达其nDNA编码的遗传信息，其相应的染色体区域就要拆开，定位在此处的基因才被表达，之后这一区域又固缩回原来的静态构造。线粒体DNA（mtDNA，mitochondrial DNA之缩写）定位于细胞器线粒体之内，存在若干个拷贝。mtDNA同样与许多蛋白质紧密结合以形成一种叫做类核的复合体。在线粒体里面，生成三磷酸腺苷（ATP）的氧化磷酸化反应的副产物——活性含氧物種（ROS），或称自由基，导致形成一种高度氧化的环境，已知这种环境能对mtDNA造成伤害。

### DNA损伤的原因
DNA损伤可分为两大类型：
1.内源性损伤，如被正常代谢的副产物活性氧分子（自由基）攻击导致的损伤（自发突变）；
2.外源性损伤，由外部因素引起，例如：
1.来自太阳的紫外射线[UV 200－300nm]
2.其他频率的辐射，包括X射线和γ射线
3.水解和热解
4.某些植物毒素
5.人造的突变物质，如吸烟产生的某些烃
6.肿瘤的化学疗法和放射线疗法
在细胞分裂之前，损伤DNA的复制会引起错误碱基与损伤碱基相对立地结合。子代细胞由遗传而继承了错误的碱基之后，也就成了变异细胞（带了突变的细胞），从此再无退路（除非通过很少有的回復突變和基因轉換）。

### DNA的損害類型
內生性的DNA損害類型以影響DNA的初級結構（primary structure，例如：核苷酸層次的結構、配對等）為主，只有比較嚴重的外生性的DNA損害才有機會造成DNA二級結構（secondary structure，例如：DNA層次的立體結構改變）的破壞。
DNA初級結構的損害形式主要可以分為五種：
1. 核苷酸鹼基氧化（oxidation）： 例如：[8-oxo-7,8-dihydroguanine (8-oxoG)]，[Thymine glycol]等，這些主要是細胞內的活性含氧物種（ROS）對DNA的攻擊所造成。另外，環境中的游離輻射也常會對造成鹼基的氧化作用。
2. 核苷酸鹼基烷化（alkylation）： 或常稱作甲基化，methylation)，例如[O6-methylguanine]，[N7-methylguanine]，[N3-methyladenine]等。
3. 核苷酸鹼基去氨化（deamination）： 例如：尿嘧啶，就是由於甲基化的胞嘧啶經過去氨化所形成的。
4. 核苷酸鹼基水解（hydrolysis）： 例如去嘌呤或去嘧啶作用。
5. 核苷酸鹼基錯誤配對（mismatch）： 這常常是導因於DNA複製過程當中新合成的DNA單股置入錯誤的核苷酸所導致。

而外生性的DNA損害，隨著暴露在外生性因子的時間、劑量的差異，其導致的DNA損害形式也有很大的差異。目前的研究發現細胞在紫外線得照射下對使得DNA會形成嘧啶二聚體，是一種外生性DNA損害的明確類型。

## DNA修復機制
既然內生性（endogenous）與外生性（exogenous）的DNA損害來源均無法避免，細胞就必須面對這些DNA損害的形式採取適當的措施。對一個細胞來說，消極的做法是暫時容忍損害的存在，等到細胞的基因體遭受損害到一定程度，細胞自然無法再持續進行運作；而積極的做法則是針對所有可能的DNA損害發展出相對應的修復補救措施，以確保基因體內遺傳訊息的正確性。根據分子生物學近幾年來的研究發展，科學家已經發現無論是以單細胞形式存活的酵母菌到我們人類的細胞，都可以找到相對應的DNA修復機制，這說明DNA修復機制在各物種間的高度保守性（highly conservative），更充分顯示了DNA損害所造成的危害，在生物演化初期就無可避免。
在現存細胞內的DNA修復機制中，由DNA損害斷裂的程度可以分為兩種類型，一種是單股損害，另一種則是DNA雙股斷裂。前者修復機制通常需要藉助其對應的另一股當模板（template），而後者在缺乏另一股序列當模板的情況下，則是轉而透過同源的染色體序列或姊妹染色分體來尋求支援。（在高等生物中，有時候DNA雙股斷裂的修復有可能無須任何序列當模板，而逕行將斷裂部分直接接合，然而這種DNA修復方式可能隱含錯誤的機率（error-prone）。

### 單股DNA修復
單股DNA損害修復機制的特色是，當只要DNA兩股的其中一股發生損害，另一股在這時候就可以當作模板，以作為修正的依據。細胞為了對抗各種形式的DNA損害，發展了數種DNA單股損害的修復機制，包括：
- 單一蛋白所參與的直接修復機制

MGMT（methylguanine methyltransferase）具有甲基轉移酶的活性，因此可以直接將6號位置鳥嘌呤的甲基（CH3，O6-methylguanine）直接移除。而在細菌內也有一個修復蛋白，光裂合酶，可以修復紫外線所造成的嘧啶二聚體。由於這一類的蛋白可以直接將遭受破壞的DNA或核苷酸還原，因此不需要另一股當作修復的模板。
- 鹼基切除修復（Base excision repair, BER）

BER用來清除並修復異常的、不該出現的鹼基。這些非A、T、G、C鹼基的出現若無適時修復，則DNA聚合酶在複製的過程就很容易在碰到這些鹼基時置入錯誤的配對，即點突變發生。
- 核苷酸切除修復（Nucleotide excision repair, NER）

NER主要修復那些影響區域性的染色體結構的DNA損害，包括由紫外線所導致的嘧啶二聚體，化學分子或蛋白質與DNA間的鍵結—DNA附加物（DNA adduct），或者DNA與DNA的鍵結—DNA交互連結（cross-link）等。這些損害的形式若沒有適時的排除，DNA聚合酶將無法辨識而滯留在損害的位置，這時細胞就會活化細胞週期檢查點（cell cycle checkpoint）以全面停止細胞週期的進行。
- 全基因體的核苷酸切除修復（Global-Genome Nucleotide excision repair, GG-NER）。

為典型的NER修復機制，透過對於DNA損害具有特殊親合辨識能力的XPC-HR23B蛋白質雙合體（dimer）來啟動NER的修復路徑。
- 轉錄合併修復（Transcription-coupled repair, TCR）

為針對RNA轉錄過程所伴隨啟動的NER修復機制，所以又稱轉錄合併核苷酸切除修復（Transcription-coupled NER, TC-NER）。TC-NER是由RNA聚合酶在轉錄過程遇到核苷酸損害無法辨識而停滯時所活化的修復機制，藉由RNA聚合酶停滯的動作可以立即招來NER相關的修復蛋白前來，這樣就能加速DNA損害的復原，而無須漫長地等待GG-NER的反應。但也如此，TC-NER所負責修復的範圍只局限於能夠轉錄RNA的DNA序列。
- 錯誤配對修復（Mismatch repair, MMR）

MMR主要是負責DNA在複製過程發生嘌呤—嘧啶錯誤配對的校對工作。
- 單股DNA斷裂修復（Single strand break repair, SSBR）

細胞內參與修復單股DNA斷裂的機制與鹼基切除修復的蛋白質種類有很高的重複，因此有些人把單股DNA斷裂的機制也歸入鹼基切除修復的路徑內。

### 雙股DNA修復
DNA雙股斷裂對細胞來說是最嚴重也是最致命的DNA損害類型。不若DNA單股的損害在組蛋白的保護下或許可以逃過更進一步的損害與化學物質的攻擊，DNA雙股斷裂的結果使得DNA的末端直接裸露，在這種情況的發生若沒有及時的處理，細胞內DNA損害反應（DNA damage response）機制就會活化，其後果之一是停止細胞的生長與分裂，或者是啟動細胞凋亡，無論如何都是驅使細胞走向毀滅一途。幸好從真核生物階段細胞就已發展出數套機制用來防範DNA雙股斷裂的產生，分別是：
- 同源性重組（Homologous recombination，HR）

同源性重組修復是利用細胞內的染色體兩兩對應的特性，若其中一條染色體上的DNA發生雙股斷裂，則另一條染色體上對應的DNA序列即可當作修復的模板來回復斷裂前的序列，因此在某些條件下，同源性重組又稱作基因轉換（gene conversion）。
同源性重組HR修復路徑與細胞週期的進行有很高的依賴性。在G1期，染色體套數為2n的情況下，同源染色體是HR唯一可使用的模板。等到在S期／G2期有了姊妹染色分體（sister chromatid）的加入，染色體套數倍增為4n，這時候HR機制就有更多的修復模板可供選擇，因此一般認為HR修復的運作在S期／G2期比較活躍。
- 非同源性末端接合（Non-homologous end joining, NHEJ）

NHEJ修復機制與前面的HR最大的差異，就在於完全不需要任何模板的幫助，此一機制的修復蛋白可以直接將雙股裂斷的末端彼此拉近，再藉由DNA黏合酶（ligase）的幫助下，將斷裂的兩股重新接合。相較於HR，NHEJ的機制既簡單又不依靠模板的方式，在基因體越複雜、包含越多非编码DNA（junk DNA）的生物體，NHEJ的活性相對於HR是非常活躍的，可是在基因體越簡單，尤其是單細胞型態的生物，NHEJ很有可能破壞原本序列完整性，反而不受青睞。
值得一提的是，NHEJ除了負責DNA損害的修復，高等生物所特有的免疫系統在進行V(D)J重組以產生具多樣性的抗體時，由RAG蛋白作用所造成的DNA斷裂，也是需要NHEJ來進行善後工作的。

### 細胞週期檢查點與DNA修復的相關性
除了既有的DNA修復機制，細胞還有一項用來對抗DNA損害生成的武器，那就是細胞週期檢查點（cell cycle checkpoint）。對於一個持續進行週期的細胞，若DNA遭受損害，除了既有的DNA修復機制可以偵測損害的地點，檢查點機制相關的蛋白也被認為具有類似的能力，只是檢查點偵測到損害形成時所做的反應是停滯細胞週期的進行。不過有越來越多的科學研究發現DNA修復機制與檢查點的活化有相輔相成的效果，例如；游離輻射造成DNA雙股斷裂，除了前面提到同源重組以及非同源性末端接合修復機制可以逕行修復斷裂的DNA，在檢查點扮演關鍵角色的ATM（Ataxia-Telangiectasia）蛋白質除了啟動檢查點機制以停滯細胞週期，科學家也發現ATM會透過直接磷酸化或透過更複雜的機制來啟動上述的修復機制。而有些蛋白質被認為同時具有檢查點活化以及DNA修復的功能，例如：p53與BRCA1，這更加說明兩種機制相互依存以降低DNA損害對細胞本身所造成的傷害。

## DNA損害、修復與生物個體的關連
DNA損害可能造成細胞停止生長（senescence）、細胞凋亡或轉型成癌細胞，而對於生物個體當然不可避免的會導致對應的症狀，即老化、死亡，或者腫瘤的形成，這些現象與源自細胞內產生的DNA損害無法順利透過DNA修復機制進行處理有很大的關連。拜分子生物學快速進展之賜，這十幾年來許多未知病因的症狀陸續被發現原來是DNA修復機制相關基因的突變或異常所造成的結果，間接證實了DNA損害對於生物個體所造成的危害。

### DNA修復機制與遺傳性疾病
並非所有的DNA修復機制異常會導致遺傳性疾病發生，事實上，根據科學家的實驗結果，有更多的例子顯示缺少DNA修復機制中某些參與的基因反而導致實驗老鼠在胚胎時期突然停止發育，英文稱呼為胚胎致死（embrYonic lethality），唯有少數幸運胚胎存活而得以出生，不過可預期的這些剛出生的小生命不久將慢慢出現基因缺陷伴隨而來得遺傳病徵。
DNA修復機制異常對生物個體最普遍的遺傳病徵，大多是發育遲緩（有些也包含喪失生殖能力）、神經退化、智能不足等，也有些是免疫功能缺乏，如果缺乏事先的疾病診斷與照護，通常很容易死亡。若是年齡稍長，癌症罹患的機率有會跟著增加，在DNA修復機制異常的情況下，很少有患者逃得過癌症侵襲。
以下是一些遺傳性疾病與其對應的DNA修復機制：
| 遺傳性疾病                   | 受影響的修復機制（基因）              | 對染色體的損害 | 與癌症的相關性 |
| ---------------------------- | ------------------------------------- | -------------- | -------------- |
| Multiple colorectal adenomas | 鹼基切除修復（MYH）                   | 點突變機率增加 | 大腸直腸癌     |
| 著色性乾皮症                 | 核苷酸切除修復（XP相關基因群）        | 點突變機率增加 | 皮膚癌         |
| 柯凱因氏症候群               | 轉錄合併修復（CSA、CSB等）            | 點突變機率增加 | 無             |
| 遺傳性非息肉大腸直腸癌       | 錯誤配對修復（MLH1、MSH2）            | 點突變機率增加 | 大腸直腸癌     |
| Familiar Breast/Ovary Cancer | 同源性重組（BRCA1、BRCA2）            | 染色體異常     | 乳癌、卵巢癌   |
| Ataxia Telangiectasis        | 同源性重組、非同源性末端接合（ATM）   | 染色體異常     | 淋巴癌         |
| AT-like Disorder             | 同源性重組、非同源性末端接合（Mre11） | 染色體異常     | 淋巴癌         |
| Nijmegen Breakage Syndrmoe   | 同源性重組、非同源性末端接合（NBS1）  | 染色體異常     | 淋巴癌         |
| IV型黏合酶缺失症             | 非同源性末端接合（lIG4）              | 染色體異常     | 血癌           |
| Bloom Syndrome               | 同源性重組（BLM）                     | 染色體異常     | 血癌、淋巴癌   |
| 維爾納綜合症                 | 同源性重組（WRN）                     | 染色體異常     | 各種癌症       |
| Fanconi Anemia               | 同源性重組（FA相關基因群）            | 染色體易斷裂   | 血癌           |